# Кизбельський сільський округ
Кизбе́льський сільський округ (каз. Қызбел ауылдық округі, рос. Кызбельский сельский округ) — адміністративна одиниця у складі Джангельдинського району Костанайської області Казахстану. Адміністративний центр — село Сага.
Населення — 764 особи (2021; 990 у 2009, 2535 у 1999, 3885 у 1989).
Станом на 1989 існували Алтинсарінська сільська рада (село Алтинсаріно), Бідайицька сільська рада (село Бідайик) та Сагинська сільська рада (села Кумшик, Ошаганди, Сага, Узинкарасу, Шобан). Село Алтинсаріно було ліквідоване 2007 року. 2008 року Сагинський сільський округ перейменовано у Кизбельський. Село Шобан було ліквідоване 2009 року, село Кумшик — 2013 року. 2013 року до складу сільського округу було включено територію ліквідованої Бідайицької сільської адміністрації (село Бідайик).

## Склад
До складу адміністрації входять такі населені пункти:
| Населений пункт   | Старі назви | Населення, осіб (1989) | Населення, осіб (1999) | Населення, осіб (2009) | Населення, осіб (1999) |
| ----------------- | ----------- | ---------------------- | ---------------------- | ---------------------- | ---------------------- |
| Алтинсаріно, село | -           | 859                    | 820                    | -                      | -                      |
| Бідайик, село     | -           | 991                    | 389                    | 161                    | 94                     |
| Кумшик, село      | -           | 206                    | 152                    | 51                     | -                      |
| Ошаганди, село    | -           | 293                    | 192                    | 99                     | 67                     |
| Сага, село        | -           | 867                    | 579                    | 505                    | 476                    |
| Узинкарасу, село  | -           | 467                    | 333                    | 174                    | 127                    |
| Шобан, село       | -           | 202                    | 70                     | 0                      | -                      |